# Dumaguete
Dumaguete es una ciudad filipina localizada en la provincia de Negros Oriental. Es la capital, principal puerto, y mayor ciudad de Negros Oriental. Según el censo de 2000 posee una población total de 102.265 habitantes. El gentilicio de la ciudad es dumagueteño. A la ciudad se la conoce como "la Ciudad de la Buena Gente".
Dumaguete es una ciudad universitaria porque en ella tienen sede 7 universidades, donde los estudiantes de la provincia convergen para cursar los estudios superiores. La ciudad también es un destino popular para estudiantes de las provincias vecinas de las Bisayas y de Mindanao. La ciudad es especialmente famosa por la Universidad Silliman, la primera universidad protestante del país. Hay 12 escuelas elementales y 9 institutos. La población estudiantil de la ciudad se estima en 30 mil personas. 
La ciudad atrae a un considerable número de turistas foráneos, especialmente Europeos, debido a la facilidad de acceder a la misma por ferry desde la ciudad de Cebú, la disposición de playas así como la posibilidad de avistar delfines y ballenas en la cercana Bahía Bais.

## Barangayes
Dumaguete se divide administrativamente en 30 barangays:
| - Bagacay - Bajumpandan - Balugo - Banilad - Bantayan - Batinguel - Bunao - Cadawinonan - Calindagan - Camanjac | - Candau-ay - Cantil-e - Daro - Junob - Looc - Mangnao-Canal - Motong - Piapi - Barangay 1 - Barangay 2 | - Barangay 3 - Barangay 4 - Barangay 5 - Barangay 6 - Barangay 7 - Barangay 8 - Pulantubig - Tabuctubig - Taclobo - Talay |

- Datos: Q873377
- Multimedia: Dumaguete / Q873377

1. ↑  Worldpostalcodes.org, código postal n.º 6200.